# Тартуский художественный музей
Та́ртуский худо́жественный музе́й (эст. Tartu Kunstimuuseum) — государственный художественный музей в Тарту, Эстония. Учреждение является крупнейшим художественным музеем в Южной Эстонии.
Основная коллекция представляет эстонское искусство и зарубежных авторов, связанных с Эстонией, периода с XVIII в. по сегодняшний день. Собрание насчитывает около 23 000 экспонатов. В музее представлены временные выставки, составленные как на основе коллекции музея, так и в сотрудничестве с эстонскими и зарубежными музеями и галереями.
Музей был основан в 1940 г. Выставки проходят в т. н. «Падающем доме» по адресу Ратушная пл., 18.
После создания новой корпоративной идентичности в 2015 году также используется сокращение Tartmus в качестве названия музея.

## История музея
Художественное объединение «Паллас» в 1918 году основало Высшую художественную школу «Паллас», которая впоследствии стала играть ключевую роль в местном художественном образовании. Через 20 лет после формирования объединения «Паллас» возникла идея о создании музея, и 17 ноября 1940 года Тартуским городским управлением был подписан указ о создании Художественного музея, который расположился по адресу Сууртург 3 (сейчас — Ратушная пл., 3). Летом 1941 года Государственный этнографический музей (сейчас — Эстонский национальный музей) передал художественному музею своё собрание произведений XX века.
В течение войны фонды музея несколько раз перемещались в различные здания места эвакуации. Наиболее критичная ситуация сложилась в 1943 году, когда во время бомбёжки рухнуло кирпичное здание по адрес Лай, 17, где на тот момент располагалась коллекция. Однако основную часть тогдашнего фонда удалось спасти. После многократных переездов коллекция музея разместилась на первом и втором этажах здания по адресу Валликраави, 14 в 1946 году. Со временем здание было перестроено под нужды музея. Вначале там располагались как хранилище, так и выставочные залы, но в 1999 году было принято решение закрыть посещение здания для лучшей сохранности растущих фондов. На сегодняшний день в здании расположены хранилище, административные помещения, рабочие помещения сотрудников, реставрационные мастерские, библиотека и архив.
С 1988 года в пользовании Тартуского художественного музея находится т. н. Падающий дом.

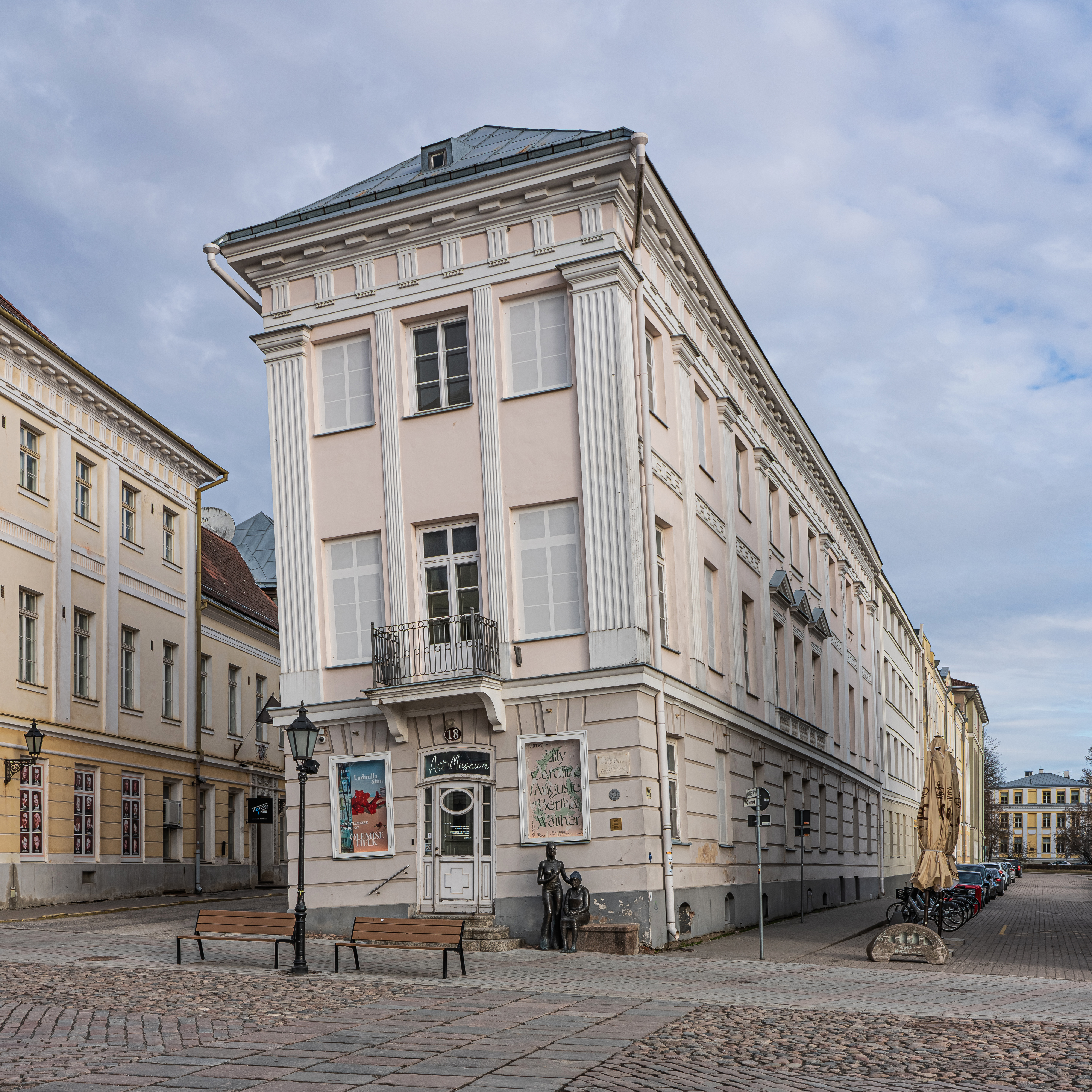
Тартуский художественный музей, или Падающий дом. Ратушная пл., 18

## Падающий дом
С 1988 года выставки Тартуского художественного музея проходят в т. н. Падающем доме, который расположен по адресу Ратушная пл., 18. Построенное в 1793 году здание принадлежало в своё время дворянскому роду Барклай-де-Толли. На фасаде дома присутствует мемориальная доска, которая ложно утверждает, что в здании жил Михаил Барклай-де-Толли, но на самом деле вдова Михаила, Елена Барклай-де-Толли, купила дом уже после смерти полководца ― в 1819 году. С 1879 года и до конца XX века в здании находилась аптека, в которой в начале XX века работал писатель Оскар Лутс.
Со временем здание начало наклоняться в сторону из-за разницы материалов, использованных при создании фундамента, откуда и получило своё название. Однако после реставрации, проведённой польскими специалистами, здание прекратило «падение».
В здании, состоящем из трёх этажей, проводятся временные выставки, также там расположены образовательный класс и книжный магазин со специализированной литературой.
Перед зданием выставлена скульптурная композиция «Крестьянки» художницы Маре Микофф, входящая в коллекцию музея. 28 августа 2013 года состоялось торжественное открытие нового постоянного расположения скульптурной композиции.

## Коллекция музея
В основу собрания легли 133 работы представителей художественного объединения «Паллас». Первой работой в каталоге поступлений значится живописная работа «Интерьер» (1937) Ида Антона-Агу. Важная часть собрания связана с наследием художественного объединения «Паллас», в который входили такие художники как Николай Трийк, Конрад Мяги, Адо Ваббе, Александр Варди, Карин Лутс и др. Работы этих художников и многих других, связанных с объединением «Паллас» и одноимённой художественной школой, хранятся в музее.
Помимо представителей объединения «Паллас» в собрании музея представлено творчество важнейших деятелей эстонской художественной сцены XIX века, таких как деятель периода национального пробуждения Иоганн Кёлер и представительница балтийских немцев Юлия Хаген-Шварц.
В коллекции музея также есть работы известных русских и зарубежных художников. Русскую художественную школу представляют Иван Айвазовский, Иван Шишкин, Максимилиан Волошин, Константин Сомов, Михаил Ларионов, Наталья Гончарова и др.
На данный момент в фондах хранится около 23 000 экспонатов. Собрание состоит из коллекции живописи, коллекции графики, коллекции рисунка, коллекции скульптуры и коллекции современного искусства (фотография, видео-арт, документация перформансов, саунд-арт, инсталляции). Ознакомиться с коллекцией музея можно на сайте портала музеев MUIS.

## Руководство музея
С 2013 года музеем руководила Раэль Артель. До работы в музее Раэль Артель (1980) была свободным куратором, работая над международными выставками современного искусства как в Эстонии, так и за рубежом. В качестве приглашенного куратора сотрудничала с художественным музеем Куму в Таллинне и художественным музеем в Лодзе, в Польше. В 2016 году конкурсной комиссией было принято решение о том, что Раэль Артель продолжит руководить музеем. В 2017 году Раэль Артель покинула пост директора по собственному желанию.
С 26 июня 2017 года музеем руководила Сигне Киви, которая ранее была ректором Эстонской академии художеств (2005-2015) и занимала пост министра культуры Эстонской Республики (1999-2002). В марте 2019 года Сигне Киви покинула пост директора музея, чтобы приступить к обязанностям депутата Рийгикогу XIV созыва.
С 2020 года музеем руководит Йоанна Хоффман.

## Галерея картин из коллекции Тартуского художественного музея

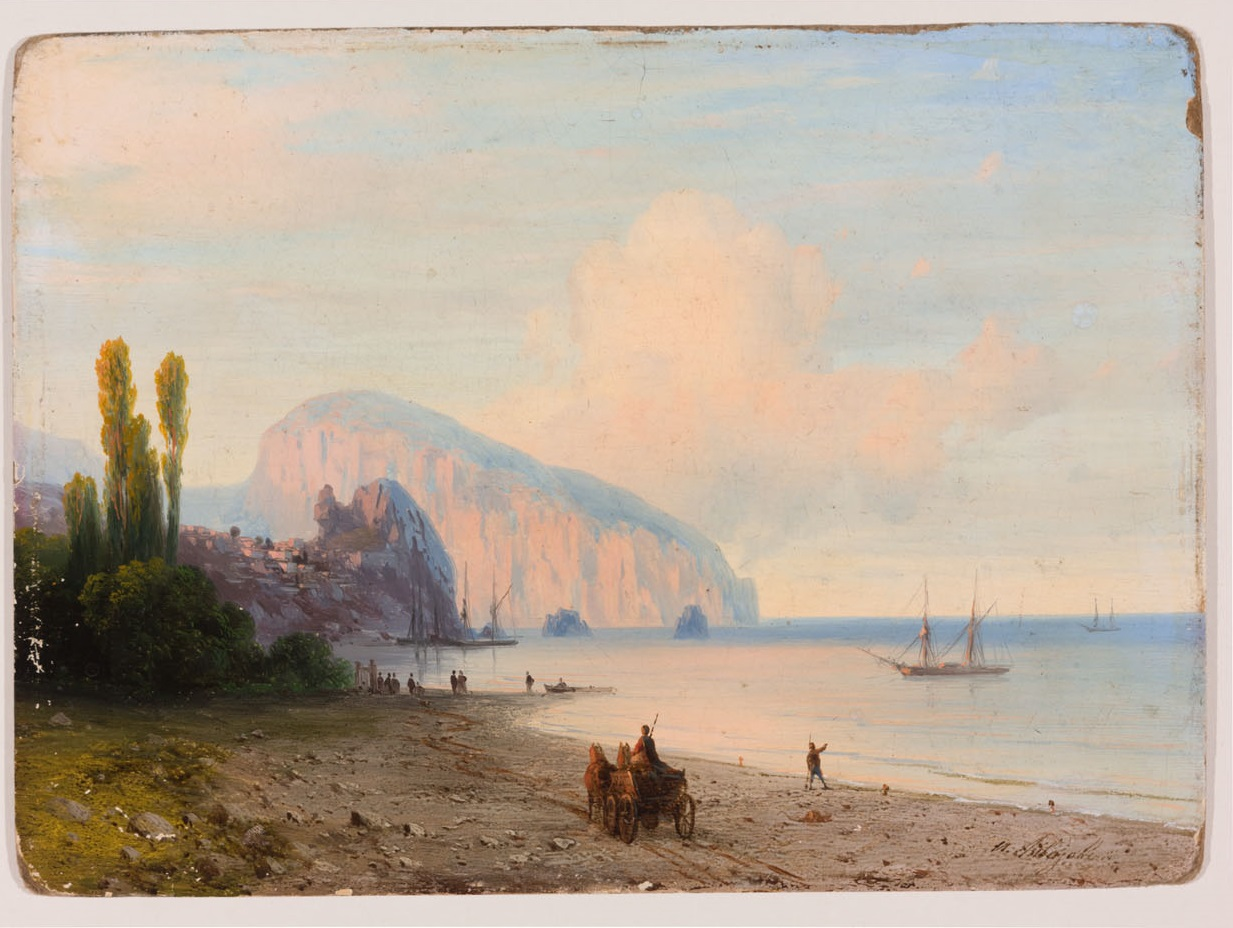
Картина «Аю-Даг» И. К. Айвазовского (1818‒1900). Картон, масло, 20,3 x 27,9
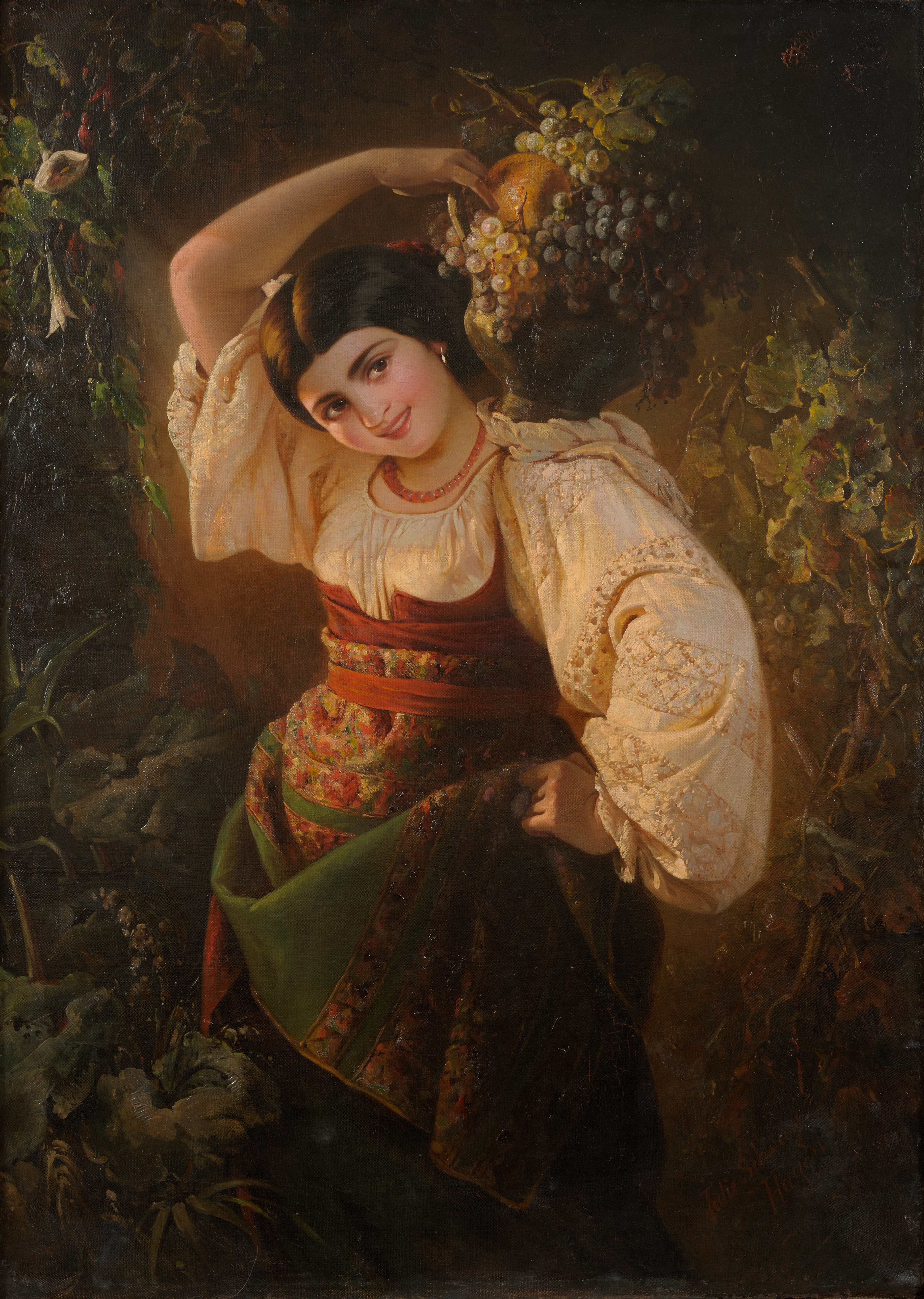
«Итальянка с вазой», Юлия Вильгельмине Хаген-Шварц (1824‒1902). Ок. 1850-х гг.
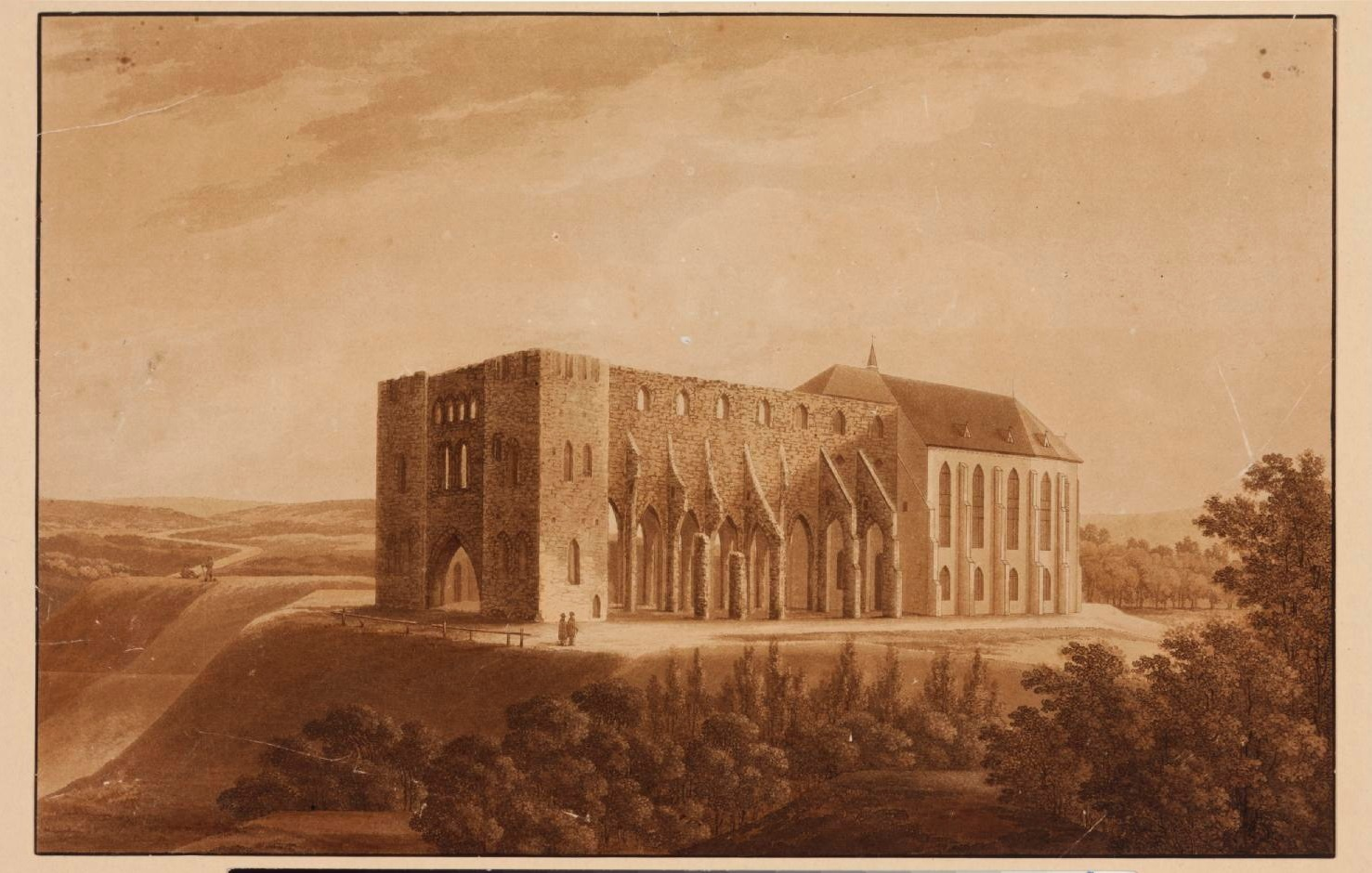
«Развалины на Вышгороде», Август Маттиас Хаген (1794‒1878). До 1825. Акватинта, бумага.
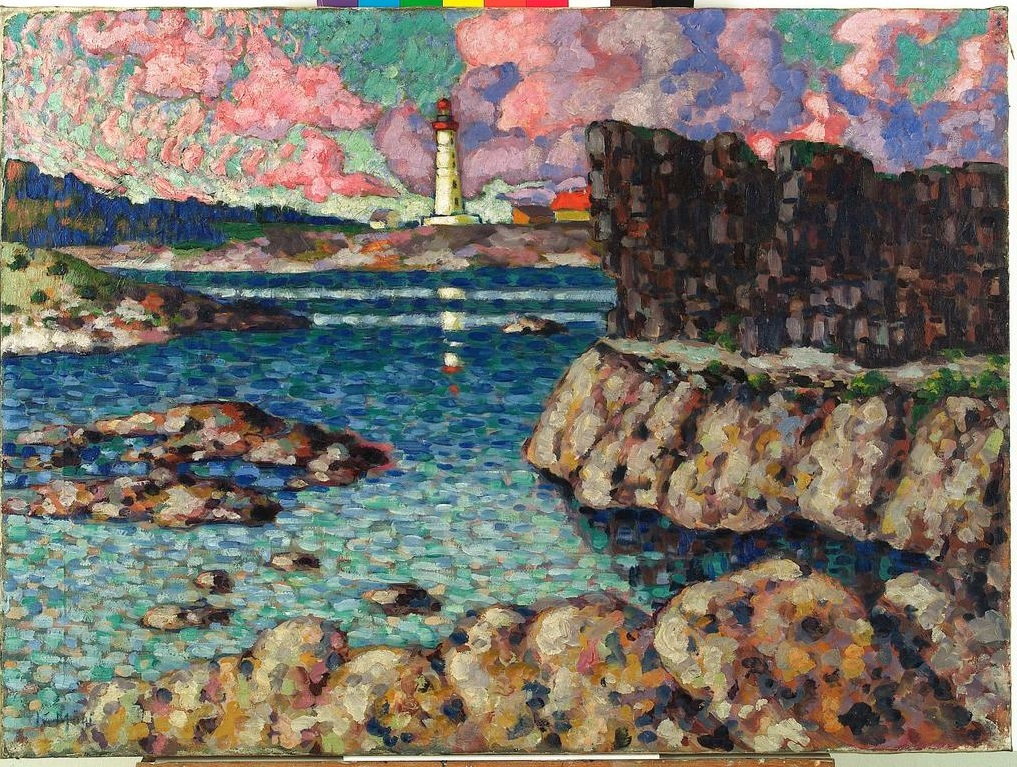
«Пейзаж Вильсанди», Конрад Мяги (1913‒1914). Холст, масло.
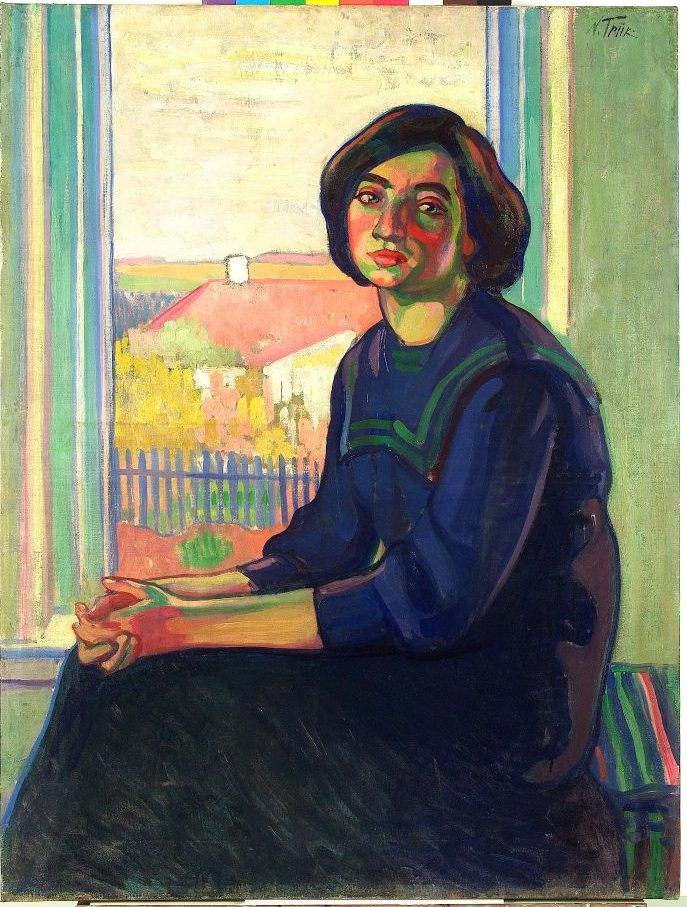
«Портрет Виктории Мартна (Портрет В. Трийк)», Николай Трийк (1884‒1940). Ок. 1910. Холст, масло.
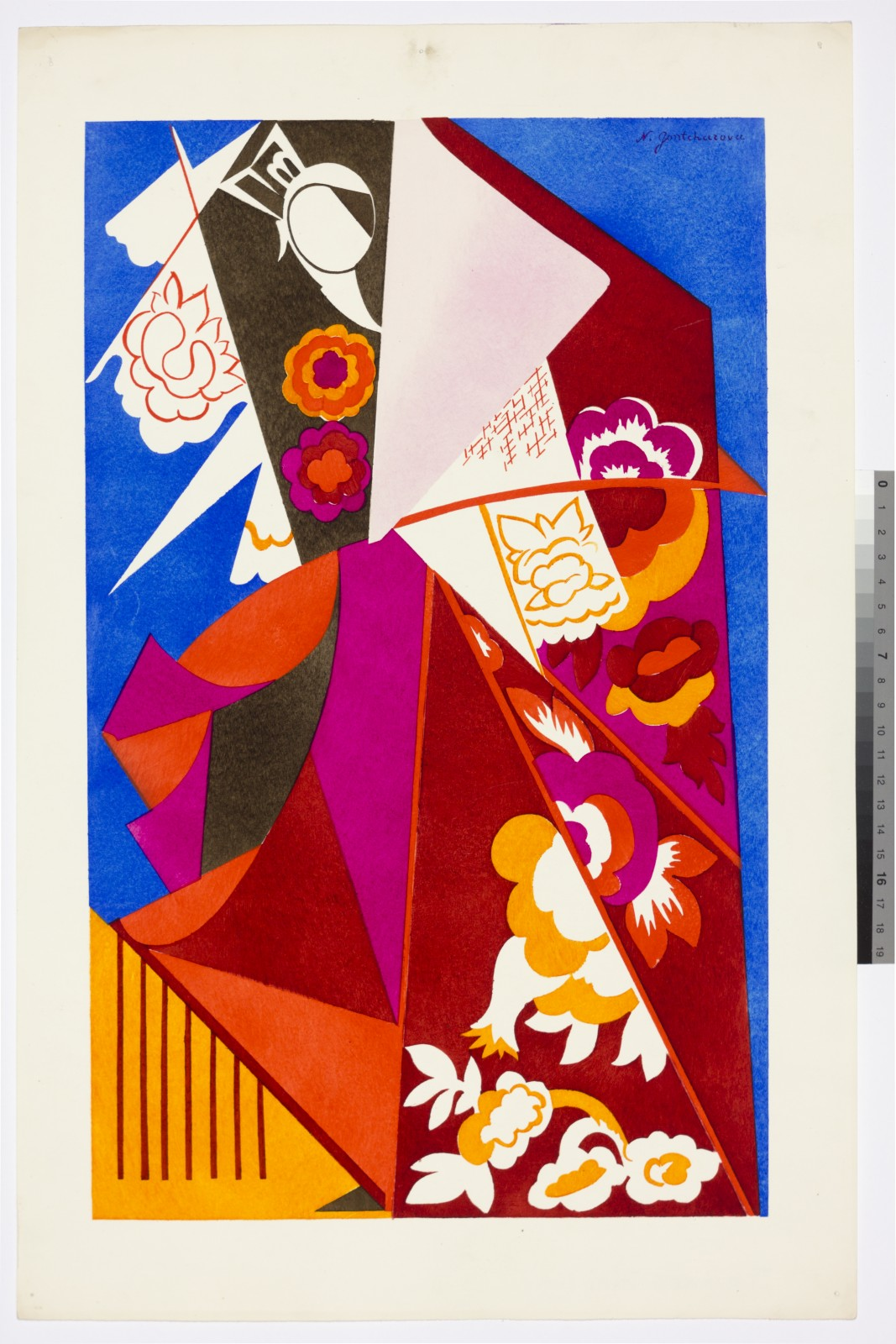
«Конструкция с цветами», Наталья Гончарова (1881‒1962). Ок. 1916.
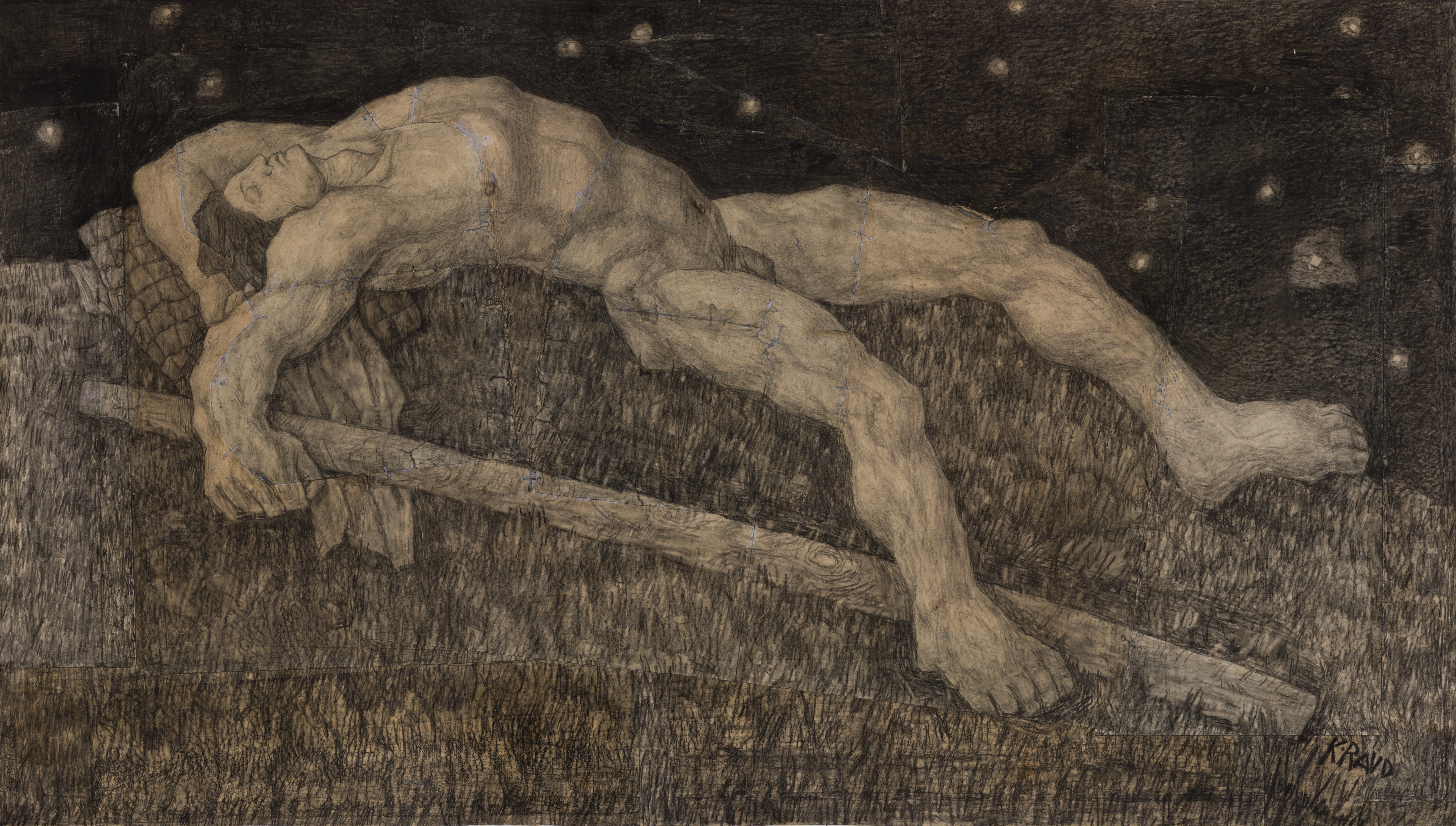
«Спящий Калевипоэг», Кристьян Рауд. 1933. Бумага, уголь.
«Колбаса», Пеэтер Аллик. 2010